# 矢田作十郎
矢田 作十郎（やだ さくじゅうろう、生年不詳 - 永禄6年11月25日（1563年12月10日））は、戦国時代の武将。矢田助吉とも 。

## 略歴
三河国の人。松平広忠、徳川家康の二代に仕え、筧助太夫、蜂屋貞次と共に勇猛で知られた 。永禄6年（1563年）、三河一向一揆で家康に敵対し、11月25日小豆坂の戦いで討死した 。